# 자금시장
자금시장(money market)은 단기금융시장이라고도 하는데 시장참가자들이 일시적인 자금수급의 불균형을 조정하기 위해 활용한다. 만기 1년 이내의 금융상품이 거래되는 시장이다. 콜시장, 한국은행 환매조건부증권매매시장, 환매조건부매매시장, 양도성예금증서시장, 기업어음시장 등이 자금시장에 해당한다.

## 특징
1. 경제주체들이 단기자금을 효율적으로 조달, 운용할 수 있는 기회를 제공하여 유휴현금 보유에 따른 기회비용을 절감할 수 있도록 해준다.
2. 경제주체들이 금융자산 위험을 관리할 수단을 제공한다.
3. 중앙은행의 통화정책이 수행되는 대상시장이며 동 정책효과가 파급되는 시발점이다.

## 같이 보기
- 통화량
- 유동성 선호
- 콜시장